# Ассамский язык
Асса́мский язы́к (самоназвание — অসমিয়া [асамия]) — язык индоарийской группы индоевропейской семьи. Является родным примерно для 15 миллионов человек, живущих преимущественно в северо-восточном индийском штате Ассам и соседних штатах (см. Ассамцы). Письменность на основе приспособленного бенгальского алфавита.
Ассамский язык близок к бенгальскому языку и ория. Все три языка произошли из магадхи, восточного диалекта пракрита. Самые древние сохранившиеся свитки на ассамском языке датируются XIV веком, временем правления короля Дурлабхнараяна. На ассамский язык за историю его существования значительно повлияли тибето-бирманские и австроазиатские языки.

## Фонология
Ассамская фонетическая система состоит из восьми гласных, десяти дифтонгов и двадцати одного согласного.
|                                | Переднего ряда | Переднего ряда | Среднего ряда | Среднего ряда | Заднего ряда | Заднего ряда |
| МФА                            | Запись         | МФА            | Запись        | МФА           | Запись       |              |
| ------------------------------ | -------------- | -------------- | ------------- | ------------- | ------------ | ------------ |
| Верхнего подъёма               | i              | ই/ঈ            |               |               | u            | উ/ঊ          |
| Ненапряжённые верхнего подъёма |                |                |               |               | ʊ            | ও            |
| Средне-верхнего подъёма        | e              | এ'             |               |               | o            | অ'           |
| Средне-нижнего подъёма         | ɛ              | এ              |               |               | ɔ            | অ            |
| Нижнего подъёма                |                |                | a             | আ             |              |              |

## Алфавит
В таблице приведен алфавит ассамского языка:
| Алфавит           | Буквы алфавита |
| ----------------- | --- |
| Ассамский алфавит | অ, আ, ই, ঈ, উ, ঊ, ঋ, এ, ঐ, ও, ঔ, ক, খ, গ, ঘ, ঙ, চ, ছ, জ, ঝ, ঞ, ট, ঠ, ড, ঢ, ণ, ত, থ, দ, ধ, ন, প, ফ, ব, ভ, ম, য, ৰ, ল, ৱ, শ, ষ, স, হ,ক্ষ, ড়, ঢ়, য়, ৎ, ং, ঃ, ঁ |